# Otto Frowein

Otto Frowein

Otto Frowein (n. 27 martie 1899 la Barmen, azi district din Wuppertal - d. 31 decembrie 1945) a fost un politician nazist din Germania.
După școală, a învățat meseria de electrotehnician. A participat, încă adolescent, la Primul Război Mondial. În 1925 a aderat la Partidul Muncitoresc German Național-Socialist, NSDAP, iar la 1 ianuarie 1926 la formația paramilitară a partidului, Sturmabteilung (SA). În cadrul acesteia a ajuns, în 1927, Sturmführer (echivalent cu gradul de locotenent), din 1931 fiind însărcinat cu conducerea unității militare "Sturmbann" I/171 ce corespundea unui batalion. Din 1932 până în ianuarie 1934 Frowein a condus unitatea SA-Standarte 171 din Wuppertal. Din 1937 a activat drept conducător al SA-Standarte „Horst Wessel". Spre sfârșitul războiului (1943) a ajuns Oberführer SA⁠(en)[traduceți] (grad specific SA, intermediar între colonel și general maior) la Berlin.
Din noiembrie 1933 până în primăvara anului 1945, Frowein a fost deputat în Reichstag-ul nazist, reprezentând circumscripția electorală numărul 2 Berlin-West.